# 白骨塔 (枣庄市)
白骨塔，位于山东省枣庄市市中区中心街街道。是中华人民共和国山东省省级文物保护单位之一。
2013年，列入第四批山东省文物保护单位，该文物保护单位是一座近现代重要史迹及代表性建筑。